# Mocsár (politikai csoportosulás)

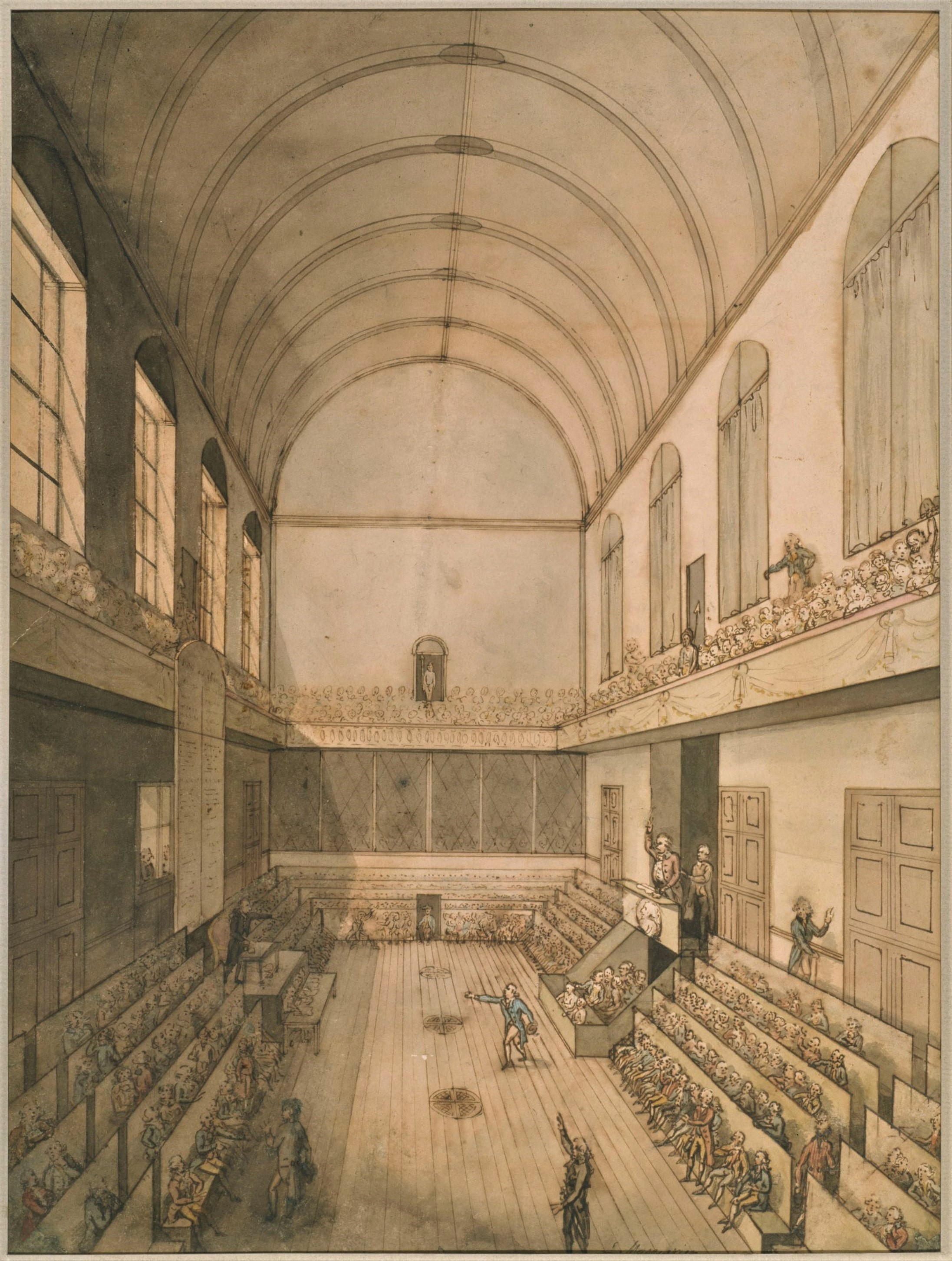
Salle du Manège (1793 május 9-ig itt ülésezett a Nemzeti Konvent)

A mocsár vagy síkság  politikai csoportosulás volt a Nemzeti Konventben.
Az elnevezés eredetét illetően megoszlanak a történészi vélemények. A legelterjedtebb szerint a Törvényhozó Nemzetgyűlés termében az alsó sorokban helyet foglaló és mérsékelt nézeteket valló képviselők tartoztak a mocsár vagy síkság politikai csoportosuláshoz. A Szajna bal parti síkján, a Vendôme tér és a Királyi Palota között laktak, és a Feuillantinus klubban jöttek össze. A L'Ami du peuple, Jean-Paul Marat által kiadott politikai napilap hívta először ezt a csoportosulást mocsárnak. Pierre Joseph Duhem hegypárti képviselő állítólag így kiáltott fel: „Mocsári varangyok, emeljétek magasra fejeteket! Mert úgy könnyebben lenyisszanthatjuk”. A gyűlésterem baloldali legfelső sorait tekintették hegynek, s az ott ülésező radikális politikai nézeteket valló képviselők nevezték magukat Hegypártnak.
A hegy–síkság topográfiai szembeállítást sok forradalmár ismerte Plutarkhosz Szolón élete (Párhuzamos életrajzok) művéből, amelyben az író hasonló módon illusztrálta Athén politikai életének megosztottságát: A hegylakók a demokráciáért álltak ki vehemens módon, a síkság emberei az oligarchiát támogatták. A tengerpart lakói harmadik pártként átmeneti kormányt akartak.
A mocsárhoz tartozók a liberális és köztársaságpárti polgárságot képviselték, ragaszkodtak a forradalom vívmányaihoz, és igyekeztek összefogni a republikánusokat. Nagyon heterogén csoportosulás volt, tagjai közé tartozott többek között Henri Grégoire abbé, Emmanuel Joseph Sieyès abbé, Boissy d'Anglas, Jean-Jacques-Régis de Cambacérès. 1793 tavaszán néhányan, Georges Couthonnal és Lazare Carnot-val az élen a Hegypárthoz csatlakoztak. Amikor a hegypártiak magukhoz ragadták a hatalmat, a mocsárhoz tartozók közvetítő szerepre vállalkoztak a Konventben, de elismerték a Közjóléti Bizottság alaposan megfontolt intézkedéseit, amelyeket ők is megszavaztak. Legtöbbjük nyíltan kimutatta Robespierre iránti ellenszenvét thermidor 9-én.

## Fordítás
- Ez a szócikk részben vagy egészben  a   Marais (Révolution française) című francia Wikipédia-szócikk fordításán alapul.  Az eredeti cikk szerkesztőit annak laptörténete sorolja fel. Ez a jelzés csupán a megfogalmazás eredetét és a szerzői jogokat jelzi, nem szolgál a cikkben szereplő információk forrásmegjelöléseként.